# Persone di nome Robert/Calciatori
| Questa pagina contiene informazioni ricavate automaticamente dalle voci biografiche con l'ausilio del template Bio e di un bot. L'aggiornamento è periodico e automatico e ricostruisce completamente la pagina. Se manca una persona in questa lista, sei pregato di non aggiungerla, ma accertati piuttosto che la sua voce biografica contenga il template Bio e che i dati anagrafici siano correttamente compilati. Se il template Bio manca, inseriscilo tu stesso o, in alternativa, metti l'avviso {{tmp\|Bio}} che ne segnala la mancanza. Se i dati riportati sono sbagliati, correggi direttamente la voce biografica; le modifiche saranno visibili in questa lista entro pochi giorni. Per chiarimenti vedi il progetto antroponimi. La lista contiene solo le 288 persone che sono citate nell'enciclopedia e per le quali è stato implementato correttamente il template Bio. Pagina aggiornata al 22 lug 2025. |

Questa è una lista di persone presenti nell'enciclopedia che hanno il nome Robert e sono calciatori.

## A(14)
- Robert Accard, calciatore francese (Lisieux, n. 1897 - Le Havre, † 1971)
- Robert Acquafresca, ex calciatore italiano (Torino, n. 1987)
- Robert Afflerbach, calciatore svizzero (Basilea, n. 1900 - Basilea, † 1953)
- Robert James Allen, ex calciatore statunitense (Old Bridge, n. 1990)
- Bobby Almond, ex calciatore inglese (Londra, n. 1951)
- Robert Alviž, calciatore croato (Sebenico, n. 1984)
- Robert Andrich, calciatore tedesco (Potsdam, n. 1994)
- Robert Annis, calciatore statunitense (St. Louis, n. 1928 - St. Louis, † 1995)
- Robert Arboleda, calciatore ecuadoriano (Esmeraldas, n. 1991)
- Robert Arias, ex calciatore costaricano (El Roble de Heredia, n. 1980)
- Robert Arteaga, ex calciatore boliviano (Santa Cruz de la Sierra, n. 1973)
- Rob Atkinson, calciatore inglese (Chesterfield, n. 1998)
- Bertie Auld, calciatore e allenatore di calcio scozzese (Glasgow, n. 1938 - Glasgow, † 2021)
- Robert Renan, calciatore brasiliano (Brasilia, n. 2003)

## B(26)
- Robert Ballaman, calciatore svizzero (Reconvilier, n. 1926 - † 2011)
- Robert Guri Baqaj, ex calciatore svedese (Skrävlinge, n. 1990)
- Bobby Barclay, calciatore inglese (Newcastle upon Tyne, n. 1906 - Huddersfield, † 1969)
- Robert Barker, calciatore inglese (n. 1847 - † 1915)
- Robert Bauer, calciatore tedesco (Pforzheim, n. 1995)
- Bob Baxter, calciatore nordirlandese (Tullycar, n. 1859 - † 1930)
- Robert Beale, calciatore inglese (Maidstone, n. 1884 - Dymchurch, † 1950)
- Bob Benson, calciatore inglese (Whitehaven, n. 1883 - Londra, † 1916)
- Robert Berič, calciatore sloveno (Krško, n. 1991)
- Robert Bernard, calciatore tedesco (Schweinfurt, n. 1913 - Schweinfurt, † 1990)
- Bobby Blackwood, calciatore scozzese (Edimburgo, n. 1934 - Edimburgo, † 1997)
- Danny Blanchflower, calciatore e allenatore di calcio nordirlandese (Belfast, n. 1926 - Staines-upon-Thames, † 1993)
- Robert Boateng, ex calciatore ghanese (Obuasi, n. 1974)
- Bob Bolder, ex calciatore britannico (Dover, n. 1958)
- Bobby Boswell, ex calciatore statunitense (Austin, n. 1983)
- Robert van Boxel, ex calciatore olandese (Zwanenburg, n. 1983)
- Robert Braber, ex calciatore olandese (Rotterdam, n. 1982)
- Robert Braet, calciatore belga (Bruges, n. 1912 - † 1987)
- Robert Briscoe, ex calciatore inglese (Derby, n. 1969)
- Robert Budzynski, calciatore e dirigente sportivo francese (Calonne-Ricouart, n. 1940 - † 2023)
- Robert Burbano, ex calciatore ecuadoriano (Quevedo, n. 1970)
- Robert Javier Burbano, calciatore ecuadoriano (Quevedo, n. 1995)
- Bobby Burke, ex calciatore nordirlandese (Ballymena, n. 1934)
- Bobby Burling, ex calciatore statunitense (Clear Lake City, n. 1984)
- Bobby Ferguson, calciatore e allenatore di calcio inglese (Dudley, n. 1938 - † 2018)
- Robert Brito Luciano, calciatore brasiliano (Volta Redonda, n. 1987)

## C(21)
- Robert Cacchioni, ex calciatore italiano (Roma, n. 1950)
- Robert Campbell, calciatore e allenatore di calcio inglese (Liverpool, n. 1937 - Liverpool, † 2015)
- Robert McFaul Campbell, calciatore nordirlandese (Belfast, n. 1956 - Huddersfield, † 2016)
- Robert Candrea, ex calciatore rumeno (Vatra Dornei, n. 1995)
- Robert Castellanos, calciatore statunitense (Palmdale, n. 1998)
- Bobby Charlton, calciatore, allenatore di calcio e dirigente sportivo inglese (Ashington, n. 1937 - Macclesfield, † 2023)
- Robert Cimera, calciatore austriaco (Vienna, n. 1887)
- Robert Coat, calciatore francese (Brest, n. 1900 - † 1940)
- Bobby Collins, calciatore e allenatore di calcio scozzese (Glasgow, n. 1931 - Leeds, † 2014)
- Bobby Convey, ex calciatore statunitense (Filadelfia, n. 1983)
- Robert Coppée, calciatore belga (La Louvière, n. 1895 - † 1970)
- Robert Cornthwaite, ex calciatore australiano (Blackburn, n. 1985)
- Bobby Coy, ex calciatore inglese (Birmingham, n. 1961)
- Roy Coyle, ex calciatore e allenatore di calcio nordirlandese (Belfast, n. 1946)
- Robert Craddock, calciatore statunitense (Lawrenceville, n. 1923 - Myrtle Beach, † 2003)
- Bobby Cram, calciatore inglese (Hetton-le-Hole, n. 1939 - † 2007)
- Robert Crawford, ex calciatore scozzese (Greenock, n. 1993)
- Robbie Crawford, calciatore scozzese (Irvine, n. 1995)
- Bob Crompton, calciatore inglese (Blackburn, n. 1879 - † 1941)
- Robert Cueto, calciatore boliviano (n. 1999)
- Robert Cullen, ex calciatore giapponese (Tsuchiura, n. 1985)

## D(15)
- Robert Danielsen, calciatore norvegese (n. 1905 - † 1973)
- Robert Darbinyan, calciatore russo (Togliatti, n. 1995)
- Robert Dauphin, calciatore francese (Saint-Malo, n. 1905 - † 1961)
- Robert De Veen, calciatore e allenatore di calcio belga (Bruges, n. 1886 - Bruges, † 1939)
- Jonathan Dean, calciatore statunitense (Macon, n. 1997)
- Robert Dickie, calciatore inglese (Wokingham, n. 1996)
- Robert Dienst, calciatore austriaco (Vienna, n. 1928 - Vienna, † 2000)
- Robert Dixon, ex calciatore inglese (Felling, n. 1936)
- Rab Douglas, ex calciatore scozzese (Lanark, n. 1972)
- Robbie Doyle, ex calciatore irlandese (Bray, n. 1982)
- Robert Dufour, calciatore francese (n. 1901 - † 1933)
- Bobby Duncan, ex calciatore scozzese (n. 1945)
- Robert Défossé, calciatore francese (Liévin, n. 1909 - Lilla, † 1973)
- Robert da Silva Almeida, ex calciatore brasiliano (Salvador, n. 1971)
- Robert de Pinho de Souza, ex calciatore brasiliano (Salvador, n. 1981)

## E(11)
- Robbie Earle, ex calciatore giamaicano (Newcastle-under-Lyme, n. 1965)
- Robert Earnshaw, ex calciatore gallese (Mufulira, n. 1981)
- Ian Edwards, ex calciatore gallese (Rossett, n. 1955)
- Robert Ellie, ex calciatore venezuelano (n. 1959)
- Robert Elter, calciatore lussemburghese (Lussemburgo, n. 1899 - Lussemburgo, † 1991)
- Robert Enes, ex calciatore australiano (n. 1975)
- Robert Enke, calciatore tedesco (Jena, n. 1977 - Neustadt am Rübenberge, † 2009)
- Robert Ergas, calciatore uruguaiano (Montevideo, n. 1998)
- Tobias Eriksson, ex calciatore svedese (Ljusdal, n. 1985)
- Rober Eryol, calciatore turco (Mersin, n. 1930 - † 2000)
- Bobby Evans, calciatore e allenatore di calcio scozzese (Glasgow, n. 1927 - † 2001)

## F(14)
- Robert Faas, calciatore tedesco (Pforzheim, n. 1889 - Monaco di Baviera, † 1966)
- Bob Ferrier, calciatore inglese (Sheffield)
- Robert Filip, calciatore rumeno (Piatra Neamț, n. 2002)
- Robert Firth, calciatore e allenatore di calcio inglese (Birmingham, n. 1887 - † 1966)
- Robert Fischer, calciatore svizzero (Wil, n. 1894 - Wil, † 1918)
- Robert Fleßers, ex calciatore tedesco (Viersen, n. 1987)
- Robert Flores, calciatore uruguaiano (Montevideo, n. 1986)
- Robert Foley, ex calciatore ghanese (Sekondi, n. 1946)
- Bobby Ford, ex calciatore inglese (Bristol, n. 1974)
- Robert Forte, ex calciatore francese (Verdun, n. 1935)
- Rob Friend, ex calciatore canadese (Rosetown, n. 1981)
- Robert Fuchs, ex calciatore olandese (Eindhoven, n. 1975)
- Bob Fullam, calciatore e allenatore di calcio irlandese (n. 1895 - † 1971)
- Bertie Fulton, calciatore nordirlandese (Larne, n. 1906 - Larne, † 1979)

## G(18)
- Robert Gadocha, ex calciatore polacco (Cracovia, n. 1946)
- Bob Gansler, ex calciatore e allenatore di calcio statunitense (Mucsi, n. 1941)
- Robert Gardner, calciatore scozzese (Nairn, n. 1847 - † 1887)
- Robert Garrett, calciatore nordirlandese (Belfast, n. 1988)
- Robert Gatt, ex calciatore maltese (n. 1949)
- Robert Gašpar, ex calciatore australiano (Perth, n. 1981)
- Robert Geib, calciatore lussemburghese (Lussemburgo, n. 1911 - Lussemburgo, † 1996)
- Robert Gier, ex calciatore inglese (Ascot, n. 1980)
- Robert Gojani, calciatore svedese (Jönköping, n. 1992)
- Robert Górski, ex calciatore polacco (Łódź, n. 1974)
- Bobby Gould, ex calciatore e allenatore di calcio inglese (Coventry, n. 1946)
- Paul Gray, ex calciatore nordirlandese (Portsmouth, n. 1970)
- Robert Grecu, calciatore rumeno (Pitești, n. 1998)
- Robert Green, ex calciatore inglese (Chertsey, n. 1980)
- Robert Gruberbauer, ex calciatore austriaco (n. 1988)
- Robert Gucher, calciatore austriaco (Graz, n. 1991)
- Robert Guilling, ex calciatore gibilterriano (Gibilterra, n. 1980)
- Robert Gumny, calciatore polacco (Poznań, n. 1998)

## H(16)
- Robert Haftel, calciatore austriaco
- Robert Hamilton, calciatore scozzese (Elgin, n. 1877 - Elgin, † 1948)
- Ty Harden, ex calciatore statunitense (Junction City, n. 1984)
- Bobby Hassell, ex calciatore inglese (Derby, n. 1980)
- Bob Hatton, ex calciatore inglese (Kingston upon Hull, n. 1947)
- Bob Hawkes, calciatore inglese (Breachwood Green, n. 1880 - Luton, † 1945)
- Robert Hense, calciatore tedesco (Colonia, n. 1885 - † 1966)
- Robert Herbin, calciatore e allenatore di calcio francese (Parigi, n. 1939 - Saint-Priest-en-Jarez, † 2020)
- Robert Hernández, calciatore venezuelano (Caracas, n. 1993)
- Robert Herrera, calciatore uruguaiano (Montevideo, n. 1989)
- Rob Holding, calciatore inglese (Stalybridge, n. 1995)
- Robert Holmes, calciatore inglese (Preston, n. 1865 - Preston, † 1955)
- Robert Hosp, calciatore svizzero (Basilea, n. 1939 - † 2021)
- Bob Howarth, calciatore inglese (Preston, n. 1865 - Preston, † 1938)
- Robert Hrubý, calciatore ceco (n. 1994)
- Bobby Hunt, ex calciatore inglese (Colchester, n. 1942)

## I(3)
- Bob Iles, ex calciatore inglese (Leicester, n. 1955)
- Robert Ion, calciatore rumeno (Bucarest, n. 2000)
- Robert Ivanov, calciatore finlandese (Helsinki, n. 1994)

## J(8)
- Bob John, calciatore e allenatore di calcio gallese (Barry, n. 1899 - Barry, † 1982)
- Rob Johnson, ex calciatore inglese (Bedford, n. 1962)
- Bobby Johnstone, calciatore scozzese (Selkirk, n. 1929 - Selkirk, † 2001)
- Rob Jones, ex calciatore inglese (Wrexham, n. 1971)
- Robert Jonquet, calciatore e allenatore di calcio francese (Parigi, n. 1925 - Reims, † 2008)
- Robert Joyaut, calciatore francese (n. 1900 - † 1966)
- Robert Juranic, calciatore austriaco (Floridsdorf, n. 1904 - Vienna, † 1973)
- Robert Juričko, ex calciatore jugoslavo (Spalato, n. 1959)

## K(12)
- Robert Kakeeto, calciatore ugandese (n. 1995)
- Robert Kaumé, ex calciatore francese (n. 1973)
- Bob Kehoe, calciatore, allenatore di calcio e giocatore di baseball statunitense (Saint Louis, n. 1928 - Saint Louis, † 2017)
- Bob Kelly, calciatore e allenatore di calcio inglese (Ashton-in-Makerfield, n. 1893 - The Fylde, † 1969)
- Robert Kerr, ex calciatore scozzese (Alexandria, n. 1947)
- Muteba Kidiaba, ex calciatore della Repubblica Democratica del Congo (Lubumbashi, n. 1976)
- Robert Kiernan, calciatore irlandese (Watford, n. 1991)
- Robert King, calciatore inglese (Leigh-on-Sea, n. 1862 - † 1950)
- Robert Kingsford, calciatore inglese (Londra, n. 1849 - Adelaide, † 1895)
- Robert Kirss, calciatore estone (Pärnu, n. 1994)
- Robert Klaasen, calciatore olandese (Amsterdam, n. 1993)
- Robert Kraus, calciatore austriaco

## L(17)
- Robert Lalthlamuana, calciatore indiano (Mizoram, n. 1988)
- Robert Lamartine, calciatore francese (Decize, n. 1935 - Decize, † 1990)
- Robert Lamoot, calciatore belga (Ostenda, n. 1911 - † 1996)
- Robert Lane, calciatore canadese (Galt, n. 1882 - Winnipeg, † 1940)
- Bobby Langton, calciatore inglese (Burscough, n. 1918 - Burscough, † 1996)
- Bob Latchford, ex calciatore inglese (Birmingham, n. 1951)
- Robert Leckie, calciatore scozzese (n. 1846 - Port Elizabeth, † 1887)
- Bob Ledger, calciatore inglese (Chester-le-Street, n. 1937 - Doncaster, † 2015)
- Rob Lee, ex calciatore inglese (Londra, n. 1966)
- Robert Leipertz, calciatore tedesco (Jülich, n. 1993)
- Robert Lemaître, calciatore francese (Plancoët, n. 1929 - Namur, † 2019)
- Bobby Lennox, ex calciatore scozzese (Saltcoats, n. 1943)
- Robert Lewandowski, calciatore polacco (Varsavia, n. 1988)
- Robert Ljubičić, calciatore croato (Vienna, n. 1999)
- Robert Lowe, calciatore austriaco (n. 1885 - † 1928)
- Robert Lundström, calciatore svedese (Sundsvall, n. 1989)
- Robert Sánchez, calciatore spagnolo (Cartagena, n. 1997)

## M(24)
- Robert Maertens, calciatore e allenatore di calcio belga (Boom, n. 1930 - Wijnegem, † 2003)
- Robert Malcolm, ex calciatore scozzese (Glasgow, n. 1980)
- Robert Malm, ex calciatore togolese (Dunkerque, n. 1973)
- Roy Martin, calciatore scozzese (Glengarnock, n. 1929 - † 2024)
- Bob Matteson, ex calciatore statunitense (Saint Louis, n. 1952)
- Bobby McAlinden, ex calciatore inglese (Salford, n. 1946)
- Robert McHugh, calciatore scozzese (Glasgow, n. 1991)
- Bob McNab, ex calciatore britannico (Huddersfield, n. 1943)
- Bob McPhail, calciatore scozzese (Barrhead, n. 1905 - Netherlee, † 2000)
- Robert Mejía, calciatore colombiano (Puerto Tejada, n. 2000)
- Robert Mensah, calciatore ghanese (Cape Coast, n. 1942 - Tema, † 1971)
- Robert Mercier, calciatore francese (Parigi, n. 1909 - † 1958)
- Robert Merz, calciatore austriaco (Praga, n. 1887 - Poturzyn, † 1914)
- Alexander Michel Melki, calciatore svedese (Södertälje, n. 1992)
- Robert Milsom, calciatore inglese (Redhill, n. 1987)
- Robert Mišković, calciatore croato (Ingolstadt, n. 1999)
- Robert Moldoveanu, calciatore rumeno (Bucarest, n. 1999)
- Bobby Moncur, ex calciatore e allenatore di calcio scozzese (Perth, n. 1945)
- Robert Morales, calciatore paraguaiano (Concepción, n. 1999)
- Robert Mouynet, ex calciatore francese (Tolone, n. 1930)
- Robert Mudražija, calciatore croato (Zagabria, n. 1997)
- Robert Murić, calciatore croato (Varaždin, n. 1996)
- Mwamba Kazadi, calciatore della Repubblica Democratica del Congo (Elisabethville, n. 1947 - † 1996)
- Robert Mühren, calciatore olandese (Purmerend, n. 1989)

## N(9)
- Kenedy, calciatore brasiliano (Santa Rita do Sapucaí, n. 1996)
- John Napier, ex calciatore nordirlandese (Lurgan, n. 1946)
- Robert Navarro, calciatore spagnolo (Barcellona, n. 2002)
- Robert Ndip Tambe, calciatore camerunese (Buéa, n. 1994)
- Robert Neumaier, calciatore tedesco (n. 1885 - † 1959)
- Bob Newton, ex calciatore inglese (Chesterfield, n. 1956)
- Robert Ng'ambi, ex calciatore malawiano (n. 1986)
- Robert Niederkirchner, calciatore tedesco (n. 1924 - † 1995)
- Robert Nouzaret, ex calciatore e allenatore di calcio francese (Marsiglia, n. 1943)

## O(3)
- Robert Odongkara, calciatore ugandese (n. 1989)
- Robert Ogilvie, calciatore inglese (Londra, n. 1852 - † 1938)
- Robert Olejnik, ex calciatore austriaco (Vienna, n. 1986)

## P(13)
- Robert Pache, calciatore svizzero (Morges, n. 1897 - Pully, † 1974)
- Bob Paisley, calciatore, allenatore di calcio e dirigente sportivo inglese (Hetton-le-Hole, n. 1919 - Liverpool, † 1996)
- Robert Paverick, calciatore belga (Borgerhout, n. 1912 - † 1994)
- Robert Pavlicek, calciatore austriaco (n. 1911 - † 1982)
- Robert Pecl, ex calciatore austriaco (n. 1965)
- Robert Perić-Komšić, calciatore croato (Sarajevo, n. 1999)
- Robert Pintenat, calciatore e allenatore di calcio francese (Parigi, n. 1948 - Bayonne, † 2008)
- Robert Piris, calciatore paraguaiano (Ciudad del Este, n. 1994)
- Robert Pirès, ex calciatore francese (Reims, n. 1973)
- Robert Popov, ex calciatore macedone (Strumica, n. 1982)
- Robert Primus, calciatore trinidadiano (Morvant, n. 1990)
- Robert Prytz, ex calciatore svedese (Malmö, n. 1960)
- Robert Péri, calciatore francese (Marsiglia, n. 1941 - Le Beausset, † 2022)

## R(12)
- Robert Rico, ex calciatore francese (Agadir, n. 1945)
- Bob Rigby, ex calciatore statunitense (Ridley Park, n. 1951)
- Robert Watson Willis, calciatore e sportivo inglese (n. 1843 - † 1892)
- Robbie Robinson, ex calciatore cileno (Camden, n. 1998)
- Bobby Robson, calciatore e allenatore di calcio inglese (Sacriston, n. 1933 - Durham, † 2009)
- Robert Rodallega, ex calciatore venezuelano (n. 1969)
- Robert Vinícius Rodrigues Silva, calciatore brasiliano (Pirapora, n. 2005)
- Robert Roest, ex calciatore e allenatore di calcio olandese (Soest, n. 1969)
- Robbie Rogers, ex calciatore statunitense (Rancho Palos Verdes, n. 1987)
- Robert Rojas, calciatore paraguaiano (Concepción, n. 1996)
- Robbie Russell, ex calciatore statunitense (Accra, n. 1979)
- Robert Răducanu, calciatore rumeno (Bucarest, n. 1996)

## S(22)
- Robert Sadowski, calciatore rumeno (Cernăuți, n. 1914)
- Marcus Sandberg, calciatore svedese (Rönnäng, n. 1990)
- Robert Scarlett, ex calciatore giamaicano (Kingston, n. 1979)
- Robert Schlienz, calciatore tedesco (Zuffenhausen, n. 1924 - † 1995)
- Bobby Shinton, ex calciatore inglese (West Bromwich, n. 1952)
- Bobby Shuttleworth, ex calciatore statunitense (Tonawanda, n. 1987)
- Robert Siatka, ex calciatore francese (Le Martinet, n. 1934)
- Robert Silaghi, calciatore rumeno (Gherla, n. 2002)
- Robert Skov, calciatore danese (Marbella, n. 1996)
- Robbie Slater, ex calciatore inglese (Ormskirk, n. 1964)
- Bobby Smith, calciatore inglese (Lingdale, n. 1933 - Enfield, † 2010)
- Robert Smith, calciatore scozzese (Fordyce, n. 1848 - Chicago, † 1914)
- Bobby Smith, ex calciatore statunitense (Trenton, n. 1951)
- Robert Smyth McColl, calciatore e imprenditore scozzese (Glasgow, n. 1876 - Glasgow, † 1959)
- Robert Snodgrass, ex calciatore scozzese (Glasgow, n. 1987)
- Robert Stambolziev, ex calciatore australiano (Melbourne, n. 1990)
- Bobby Stokes, calciatore inglese (Portsmouth, n. 1951 - Portsmouth, † 1995)
- Bob Stokoe, calciatore e allenatore di calcio inglese (Mickley, n. 1930 - Hartlepool, † 2004)
- Robert Strauß, ex calciatore tedesco (Oettingen in Bayern, n. 1986)
- Robert Studer, calciatore svizzero (n. 1879 - † 1924)
- Robert Szczepaniak, ex calciatore francese (Cransac, n. 1942)
- Robert Szczot, ex calciatore polacco (Oleśnica, n. 1982)

## T(7)
- Bobby Tambling, ex calciatore e allenatore di calcio britannico (Storrington, n. 1941)
- Robert Tasso, calciatore vanuatuano (n. 1989)
- Robert Taylor, calciatore finlandese (Kuopio, n. 1994)
- Robert Tesche, calciatore tedesco (Wismar, n. 1987)
- Robert Theissen, calciatore lussemburghese (Lussemburgo, n. 1906 - † 1963)
- Bobby Thomson, ex calciatore scozzese (Menstrie, n. 1939)
- Robert Tom, ex calciatore vanuatuano (n. 1978)

## V(8)
- Robert Van Kerckhoven, calciatore belga (Molenbeek-Saint-Jean, n. 1924 - † 2017)
- Robert Vancea, ex calciatore rumeno (Craiova, n. 1976)
- Robert Vidal, calciatore inglese (Bideford, n. 1853 - Abbotsham, † 1914)
- Robert Vladislavić, ex calciatore croato (n. 1968)
- Robert Voloder, calciatore tedesco (Francoforte, n. 2001)
- Robert de Vries, calciatore olandese (Amsterdam, n. 1943 - † 2018)
- Robert Vágner, ex calciatore ceco (Plzeň, n. 1974)
- Robert Vâlceanu, ex calciatore rumeno (Bucarest, n. 1997)

## W(9)
- Robert Wagner, calciatore tedesco (Lahr/Schwarzwald, n. 2003)
- Robert Walls, calciatore scozzese (n. 1908 - † 1992)
- Robert Warzycha, ex calciatore e allenatore di calcio polacco (Siemkowice, n. 1963)
- Robert Watiyakeni, calciatore zambiano (n. 1969 - Oceano Atlantico, † 1993)
- Robert Wayaridri, calciatore francese (n. 1971)
- Robbie Weir, calciatore nordirlandese (Belfast, n. 1988)
- Bobby Whitehead, ex calciatore inglese (Ashington, n. 1936)
- Bobby Williamson, ex calciatore e allenatore di calcio scozzese (Glasgow, n. 1961)
- Robert Wilson, ex calciatore inglese (Kensington, n. 1961)

## Z(4)
- Robert Zabica, ex calciatore australiano (Spearwood, n. 1964)
- Bobby Zamora, ex calciatore inglese (Londra, n. 1981)
- Robert Zillner, ex calciatore tedesco (Passavia, n. 1985)
- Robert Zwinkels, ex calciatore olandese (Kwintsheul, n. 1983)

## Å(1)
- Robert Åhman Persson, ex calciatore svedese (Uppsala, n. 1987)

## Ž(1)
- Robert Žulj, calciatore austriaco (Wels, n. 1992)